# Sparrendwergbladroller
De sparrendwergbladroller (Pammene ochsenheimeriana) is een vlinder uit de familie bladrollers (Tortricidae). De wetenschappelijke naam is voor het eerst geldig gepubliceerd in 1846 door Lienig & Zeller.
De soort komt voor in Europa.